# غوردون كيث
غوردون كيث (بالإنجليزية: Gordon Keith)‏ هو منتج أسطوانات وملحن أمريكي، ولد في 1939.